# Stazione meteorologica di Clusone
La stazione meteorologica di Clusone è la stazione meteorologica di riferimento relativa alla località di Clusone.

## Coordinate geografiche
La stazione meteo si trova nell'Italia nord-occidentale, in Lombardia, in provincia di Bergamo, nel comune di Clusone, a 648 metri s.l.m. e alle coordinate geografiche 45°54′N 9°57′E.

## Dati climatologici
In base alla media trentennale di riferimento 1961-1990, la temperatura media del mese più freddo, gennaio, si attesta a +1,0 °C; quella del mese più caldo, luglio, è di +20,4 °C .
| Clusone            | Mesi | Mesi | Mesi | Mesi | Mesi | Mesi | Mesi | Mesi | Mesi | Mesi | Mesi | Mesi | Stagioni | Stagioni | Stagioni | Stagioni | Anno |
| Clusone            | Gen  | Feb  | Mar  | Apr  | Mag  | Giu  | Lug  | Ago  | Set  | Ott  | Nov  | Dic  | Inv      | Pri      | Est      | Aut      | Anno |
| ------------------ | ---- | ---- | ---- | ---- | ---- | ---- | ---- | ---- | ---- | ---- | ---- | ---- | -------- | -------- | -------- | -------- | ---- |
| T. max. media (°C) | 3,5  | 5,4  | 9,2  | 13,6 | 18,2 | 21,9 | 24,8 | 23,9 | 20,2 | 14,4 | 8,4  | 4,9  | 4,6      | 13,7     | 23,5     | 14,3     | 14,0 |
| T. min. media (°C) | −1,6 | −0,6 | 2,3  | 6,1  | 10,2 | 13,5 | 15,9 | 15,3 | 13,0 | 8,5  | 3,7  | 0,2  | −0,7     | 6,2      | 14,9     | 8,4      | 7,2  |